# Culbersonia
Culbersonia is een monotypisch geslacht van korstmossen behorend tot de familie Caliciaceae. De typesoort is Culbersonia americana hetgeen ook de enige soort is van dit geslacht.